# Atanas Czipiłow
Atanas Czipiłow, bułg. Атанас Чипилов (ur. 6 lutego 1987 w Sandanski, Bułgaria) – bułgarski piłkarz, grający na pozycji napastnika.

## Kariera piłkarska

### Kariera klubowa
Jest wychowankiem Wichren Sandanski, a potem Lewskiego Sofia. W 2003 został zauważony przez skautów Dynama Kijów i przeniósł się do ukraińskiego klubu. W 2004 debiutował w drugiej drużynie Dynama. Występował również w drużynie rezerwowej, jednak nie potrafił przebić się do podstawowej kadry. W 2007 spędził rok na wypożyczeniu w Botew Płowdiw. Kolejne kluby, w których spędził na wypożyczeniu to Czernomorec 919 Burgas i Sportist Swoge. W sierpniu 2009 został piłkarzem PFK Montana. Latem 2011 przeszedł do Beroe Stara Zagora.